# Port Royale
Port Royale è un videogioco strategico in tempo reale del 2003, sviluppato da Ascaron e pubblicato da Halifax in esclusiva per Microsoft Windows.
Il titolo è ambientato in Centro America tra il 1570 e il 1660 e il giocatore si deve occupare di commercio sulle isole e di guerra sul mare.

## Modalità di gioco
Il gioco è a stile libero, e il giocatore può scegliere la carriera che preferisce tra commerciante, navigatore e persino corsaro, per conto proprio o delle quattro nazioni coloniali di Spagna, Francia, Inghilterra e Olanda. Oltre a questo è possibile visitare governatori nelle decine delle città presenti sulla mappa e accettare missioni da loro (il che è possibile solo quando la reputazione del giocatore nei confronti della nazione è abbastanza positiva): tali missioni includono il trasporto armato e il rintracciare dei familiari rapiti da un personaggio chiamato Axesmith (che il giocatore può anche affrontare in battaglia). Lungo la campagna, si possono acquistare delle mappe del tesoro, che permettono di scoprire nuove ricchezze e persino di creare un porto privato. In totale esistono 12 navi disponibili per il giocatore, che variano in costi, efficacia in battaglia e spazio nella stiva, dalla piccola pinaccia alla potente nave di linea.
Sono presenti quattro campagne per il giocatore singolo, ambientate nel 1570, nel 1600, nel 1630 e nel 1660, un tutorial per imparare le nozioni di base, e alcune mappe utilizzabili soltanto per il gioco in gruppo su LAN o su Internet.

## Accoglienza
Il gioco ha ricevuto un'accoglienza positiva. Su Metacritic detiene un punteggio di 79/100 in base alle 16 recensioni.